# Bishōnen Tanteidan
Bishōnen Tanteidan (jap. 美少年探偵団) ist eine japanische Light-Novel-Reihe von NisiOisin mit Illustrationen von Kinako. Die Mystery-Geschichten erschienen von 2015 bis 2021 und wurden als Manga und Anime adaptiert. Der Manga kam auf Deutsch als Attractive Detectives heraus, der Anime international als Pretty Boy Detective Club.

## Inhalt
Im zweiten Jahr der Yubiwa-Mittelschule ist Mayumi Dōjima (瞳島 眉美) noch immer auf der Suche nach einem Stern, den sie zehn Jahre zuvor gesehen hat. Sie nahm sich vor, Astronautin zu werden, und ihre Eltern wollen sie unterstützen, wenn sie bis zu ihrem 14. Geburtstag den Stern gefunden hat. Nun ist die Frist fast vorbei und Mayumi trifft auf den „Pretty Boy Detective Club“, der überraschenderweise an ihrer Schule besteht. Die fünf wunderschönen – und selbst für die Eliteschule besonders wohlhabenden – Jungen wollen ihr helfen und nehmen ihren Auftrag dafür an. Vor allem ihr Anführer Manabu Sotoin (双頭院 学) brennt für Mayumis Traum. Nachdem sie zunächst erfolglos bleiben, wird das Rätsel schließlich gelöst: Mayumi sah keinen Stern, sondern den Abschuss eines Militärsatelliten. Und kurz darauf wird sie von mysteriösen Männern verfolgt und schließlich von deren Anführerin entführt, die im Auftrag und wegen Mayumis Wissen von vor 10 Jahren handeln. Die Detektive können sie befreien und erfahren dabei auch von Mayumis herausragender Sehkraft, die es erst ermöglichte, dass sie als einzige den Abschuss sehen konnte.
Ihren Traum von der Raumfahrt gibt Mayumi auf, aber will nun, seit der Rettung vor den Entführern in Jungenkleidung, dem Klub beitreten. Manabu nimmt sie gern auf in die Gruppe, deren Motto es ist: Schön sein, jungenhaft sein und Detektiv zu sein. Die Rätsel löst der Klub nicht wegen Geldes, das die Auftraggeber bezahlen, sondern wegen der Schönheit, die den Rätseln und deren Aufklärung innewohnt. Neben dem für jede Ästhetik begeisterten Manabu, der zu Mayumis Überraschung noch in die Grundschule geht, sind in dem Klub: Der für seine schöne Sprache gerühmte Nagahiro Sakiguchi (咲口 長広); Michiru Fukuroi (袋井 満), der als gefährlicher Draufgänger verschrien, aber auch ein guter Koch ist; der sportliche Hyōta Ashikaga (足利 飆太) mit den schönen (und starken) Beinen; sowie der künstlerisch begabte Sosaku Yubiwa (指輪 創作), Sohn und Erbe des Stifters der Mittelschule. Gemeinsam mit ihnen erlebt Mayumi viele weitere Abenteuer um Geheimnisse und Rätsel, die mit viel Wert auf Schönheit, aber auch Teamarbeit bewältigt werden.

## Buch-Veröffentlichungen
Von Oktober 2015 bis Mai 2021 erschien die Reihe mit insgesamt 12 Bänden bei Kodansha. Die Bücher werden in englischer Übersetzung von Vertical veröffentlicht.
Eine Adaption als Manga startete im April 2016 im Magazin Aria, ebenfalls bei Kodansha. Im April 2018 wechselte die Serie ins Magazin Shōnen Magazine Edge, wo sie im Juli 2019 abgeschlossen wurde. Die Kapitel erschienen auch gesammelt in fünf Bänden. Eine deutsche Übersetzung erscheint seit April 2018 bei Egmont Manga. Übersetzer ist Burkhard Höfler. Auch der Manga wurden von Vertical auf Englisch herausgegeben.

## Animeserie
Bei Studio Shaft entstand 2021 eine Adaption des Stoffs als Anime für das japanische Fernsehen. Regie führte Akiyuki Simbo, der zusammen mit Fuyashi Tou auch die Drehbücher schrieb, sowie Hajime Ohtani. Die künstlerische Leitung lag bei Tomoyasu Hosoi und für das Charakterdesign war Hiroki Yamamura verantwortlich. Für die Kameraführung war Takayuki Aizu zuständig, für den Ton Toshiki Kameyama.
Die 12 Folgen der Serie wurden vom 10. April bis 27. Juni 2021 von ANN in Japan ausgestrahlt. Die Plattform Wakanim veröffentlichte den Anime parallel international per Streaming mit Untertiteln unter anderem in Deutsch, Russisch und Französisch. Diverse Plattformen und Rechteverwerter veröffentlichten englische Fassungen. Der internationale Titel ist Pretty Boy Detective Club.

### Synchronisation
| Rolle              | japanische Sprecher (Seiyū) |
| ------------------ | --------------------------- |
| Manabu Sōtōin      | Ayumu Murase                |
| Sōsaku Yubiwa      | Gen Sato                    |
| Mayumi Dōjima      | Maaya Sakamoto              |
| Hyōta Ashikaga     | Shōgo Yano                  |
| Nagahiro Sakaguchi | Taito Ban                   |
| Michiru Fukuroi    | Toshiki Masuda              |

### Musik
Die Musik der Serie stammt von EFFY und Masatomo Ota. Das Opening wurde unterlegt mit dem Lied shake & shake von Sumika, während das Abspannlied Beautiful Reasoning von den Sprechern der Hauptcharaktere gesungen wurde.